# Xenotim

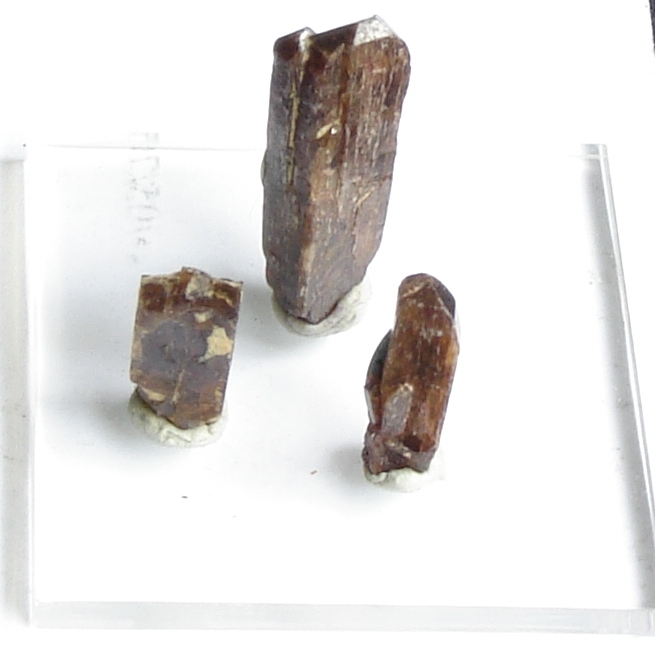
Xenotim kristályok Brazíliából

A xenotim (ittrium-foszfát)(ritkább elnevezés: itterpát) a tetragonális kristályrendszerbem, benn-nőtt, ritkábban fenn-nőtt oszlopos kristályokban alakul ki. Prizmás és piramisos kristályok ritkán ikresedve is megjelennek. Durva kristályos halmazokban, kristálycsoportokban fordul elő. A vízmentes foszfátok ásványegyüttesének tagja. Gyakran tartalmaz itterbiumot is. Fontos ritkaföldfém forrás, rendszerint más lantanoidákkal (ritkaföldfémek) együtt jelenik meg. Az ittrium földkéregben való átlagos gyakorisága 29 gramm/tonna.

## Kémiai és fizikai tulajdonságai.
- Képlete:YPO4, vagy (Y,Yb)(PO4)
- Szimmetriája: a tetragonális (négyzetes) kristályrendszerben, kristályai több szimmetria elemet tartalmaznak.
- Sűrűsége: 4,4-5,0 g/cm³.
- Keménysége: 4,0-5,0 (a Mohs-féle keménységi skála szerint).
- Hasadása: tökéletes, különösen a prizmák mentén.
- Törése: egyenetlen.
- Színe: sárgásbarna, vörösesbarna. húsvörös.
- Fénye: üveg vagy gyantafényű.
- Átlátszósága: áttetsző, tömeges megjelenésben opak.
- Pora:  fehértől a sárgásbarnáig.
- Elméleti ittriumoxid-tartalma (Y2O3):  61,4%.
- Elméleti foszfáttartalma (P2O5):  38,6%.

## Elnevezése és keletkezése
Elnevezése Svédországból ered, ahol először azonosították az ittriumot. Keletkezése elsődlegesen pegmatitokban és más savanyú magmás kőzetekben történik. Metamorf kőzetekben is előfordul, rendszerint gneiszben, de hidrotermális ércesedésekben is. Üledékes kőzetekben mállástermékként felhalmozódhat.
Hasonló ásvány a cirkon, de lényegesen lágyabb a xenotimnél.

## Előfordulásai
Ritkán előforduló ásvány. Svédországban Ytterby közelében. Svájc területén Binnental közelében. Brazília több vidékén is beazonosították kristályait. Madagaszkár-szigetén és Japán területén Icsikava közelében.

## Hazai előfordulások
A Velencei-hegységben a gránitmagmatizmussal összefüggésben több helyen is megtalálták. A székesfehérvári telérgránitokban szokatlanul nagy szemcséjű kristályait találták. A kaolinosodott gránit járulékos ásványokban nagyon gazdag, itt földpátokban és kvarcban is megtalálták.
Kísérő ásványok: kvarc, cirkon, monacit és földpátok.